# Wachau
Wachau (poudarek na zadnjem zlogu: "Wacháu") je pokrajina v Spodnji Avstriji, dolina Donave med Melkom in Kremsom, približno 80 kilometrov zahodno od Dunaja. Leta 2000 je bila uvrščena na Unescov seznam svetovne dediščine kot kulturna krajina Wachau (Cultural Landscape Wachau) s samostanom Melk, Göttweigom in starim mestnim jedrom Kremsa.

## Ime
Ime Wachau (v zapisu Vuachoua) je mogoče najti že v dokumentu cesarja Otona I. iz leta 972. 

## Zgodovina

### Prazgodovina
Najbolj znana kraja z najstarejšimi sledovi človeške prisotnosti v Wachauu sta Stratzing in Willendorf. Sta tudi kraja dveh najstarejših avstrijskih umetnosti, figurativne predstavitve ženske, tako imenovane Venere v Galgenbergu in Venere iz Willendorfa. Uvrščeni sta v paleolitik, obdobje priseljevanja anatomsko sodobnih ljudi (Homo sapiens), ko so bili v Evropi že naseljeni samo neandertalci.

### Obdobje Rimljanov
Od vključitve kraljestva Norik v rimsko cesarstvo v letu 15 n. št. je bila Donava v Wachauu severna meja cesarstva. Najprej je imelo kraljestvo omejeno avtonomijo, vendar je pod cesarjem Klavdijem I. (med letoma 41 in 54) na koncu postala rimska provinca Norik. Vzdolž meje je po dolini Wachau ob Donavi tekel Limes. Kastell Favianis (danes Mautern) je varoval izhod iz doline Wachau, ob južnem bregu pa je bilo več burgusov, majhnih stražnih stolpov, ki so kot majhni gradiči, ostanki katerih (predvsem kot deli novejših zgradb) so še vidni, zlasti Burgus Bacharnsdorf. Z vsaj delno preselitvijo rimskega prebivalstva leta 488 po naročilu kralja Odoakerja  se je končala rimska vladavina.

### Srednji vek
V srednjem veku so v Wachauu prevladovali ministeriali Kuenringer (južno od Donave), v Dürnsteinu (severno od Donave), v Aggsteinu so imeli gradove. V rokopisu "Bärenhaut" samostana Zwettl piše, da je bil to glavni vir zgodovine Kuenringerjev, ki jih je vodil odločen Hadmars II. v "plemeniti in rodovitni krajini Wachau" (Nobili et Fertili districtu qui Wachawe dicitur).  Njegova sinova Heinrich I. in Hadmar III., imenovana "psa Kuenringerja", sta veljala za roparska barona, saj so njuni uslužbenci kruto ropali donavske ladje (omnes in navigio Danubii descendentes vel ascendentes famuli eorum atrociter spoliaverunt).  Pod Kuenringerji je bilo območje sorazmerno visoko razvito. Končno pa so bili vojaško premagani in njihove trdnjave so bile uničene.
Sčasoma so se Kuenringerji v Dürnsteinu povezali z angleškim kraljem Rihardom Levjesrčnim. Rihard Levjesrčni je bil gost v Erdbergu blizu Dunaja. Ko se je vračal v Anglijo, so ga ujeli in odpeljali v Dürnstein.
Najstarejša cerkev v Wachauu je "trdnjavska cerkev St. Michael". Cerkvena stavba je bila zgrajena kot previdnostni ukrep proti napredovanju turške vojske.
Zaradi dobrega pridelka in visoke kakovosti so bili celo oddaljeni samostani lastniki vinogradov v Wachauu.

### Novi vek
11. novembra 1805 je bila pri Dürnsteinu med tretjo koalicijsko vojno bitka med francosko in rusko-avstrijsko vojsko.

### Na prelomu stoletja
Konec 19. stoletja se je začel po odkritju, da je to pokrajina slikarjev dunajskih umetniških akademij, in z usmerjenim oglaševanjem Augustina Weigla izletniški turizem kot znamenitosti območja Dunaja. Turizem je dosegel še en vrh v avstrijski filmski produkciji v obdobju po drugi svetovni vojni. Zlasti je območje slovelo po Hofrat Geiger, pa   tudi po Mariandl z nadaljevanjem Mariandls Heimkehr in popularnem hitu Mariandl ("... aus dem Wachauer Landl, Landl") po glasbi Hansa Langa in z besedilom Kurta Nachmana. Veliko turističnih pisarn iz tega časa je v naslednjem obdobju izginilo, toda v zadnjih letih, še posebej po televizijskih oddajah, kot je bila Donauprinzessin, se turizem spet razvija.

### Sodobna zgodovina
Na začetku leta 1970 je bila v načrtu gradnja hidroelektrarne na Donavi (Donaukraftwerk), da bi se izboljšale energetska učinkovitost in možnosti plovne poti. Jez bi moral biti pri Rührsdorfu nasproti Dürnsteina in zgrajen v suhi gradnji. Ti projekti niso bili izvedeni zaradi močnih protestov prebivalstva in leta 1983 jih je vlada umaknila iz programa. Donava v Wachauu je torej ena od redkih preostalih poti prostega pretoka. 
Leta 2006 so star rokav, ki naj bi se uporabljal kot kanal za elektrarno, ponovno povezali z Donavo, vendar tokrat za okoljske namene in s podporo 80 posestnikov iz Rührsdorfa in Rossatza.
Wachau je bil na Unescov seznam svetovne dediščine vpisan kot kulturna krajina Wachau v decembru 2000 pod kategorijo (ii) zaradi njegove rečne krajine in pod kategorijo (iv) zaradi srednjeveške pokrajine, ki prikazuje arhitekturne spomenike, človeške naselbine in kmetijsko rabo zemljišč. Še pred priznanjem Unesca oziroma uradne vloge je bilo območje Wachaua  5. septembra 1994 razglašeno za območje "Natura 2000", to je mreža evropskih krajev, v katerih se mora zagotavljati ustrezen razvoj posameznih območij in upoštevati vsa pravila in predpisi EU. Označeno območje ima 5000 zgodovinskih spomenikov, čeprav je večina v zasebni lasti. Zvezni urad za zgodovinske spomenike (ki tudi skrbi za popoln seznam vseh zgodovinskih spomenikov v Avstriji) in Landeskonservatorat Spodnje Avstrije sta odgovorna za ohranjanje zgodovinske kulturne pokrajine Wachau.

## Geografija
Dolina Donave med mestoma Melk in Krems v Spodnji Avstriji se imenuje Wachau. Ta odsek doline obsega hribe in sosednja gozdova Dunkelsteiner Wald  in južni Waldviertel. Reka Donava teče severno-severovzhodno od Melka do Dürnsteina skozi meander (okljuk), iz katerega izteče na jugovzhodu, nato teče proti vzhodu mimo mesta Krems. Naselje Spitz leži na zahodnem bregu Donave in mesto Melk na njenem vzhodnem bregu. Druga pomembna naselja v dolini so Dürnstein, Weißenkirchen in der Wachau in Emmersdorf an der Donau, ki imajo veliko starih domačijskih stavb, ki segajo v sredino 6. stoletja. Železniška proga, zgrajena leta 1909 med Kremsom in Emmersdorfom, je topografski čudež. Druga manjša naselja v dolini Wachau so še: Aggsbach, Bachamsdorf, Bergern im Dunkelsteinerwald, Furth bei Göttweig, Joching, Maria Laach am Jauerling, Mautern an der Donau , Mühldorf, Oberamsdorf, Oberloiben, Rossatz-Arnsdorf, Ruhrsdorf, Schwallenbach, Schönbühel-Aggsbach, Unterloiben in Willendorf.
Reka Donava ima dobro mrežo, sestavljeno iz navigacijskega sistema poti. Zgodovinske znamenitosti doline Wachau je mogoče obiskati z ladjo; najboljša sezona za obisk je med majem in septembrom. Avtocesta pripelje od Dunaja in povezuje vse pomembne kraje v dolini Wachau. Dobro razvito cestno omrežje med Melkom in Kremsom sledi obrisom doline. Ni pa nobenih mostov čez reko Donavo, zato se lahko le s trajekti pride čez reko. 
Melk

Melk je majhno mesto na bregu Donave na začetku regije Wachau na nadmorski višini 228 metrov. Starodavno mesto je zgodovinsko povezano z Rimljani (kot mejna točka) in tudi s časi Babenberžanov (kot njihova močna trdnjava), znano kot Medelke v Pesmi o Nibelungih. Danes ima  5187 prebivalcev. Njegova velika vabljiva priljubljenost pripada benediktinskemu samostanu, ustanovljenemu leta 1089, ki je odličen primer "baročne sinteze umetnosti", ki sestavlja zahodni prehod v dolino Wachau na 61 m visoki pečini.
Osnovni načrt za mesto pod opatijo izvira iz v 11. in 12. stoletja. Mnoge današnje zgodovinske stavbe v glavnih ulicah mesta pa so iz 16. do 18. stoletja. Najvidnejše ulice, ki potekajo od mestne hiše in iz Rathausplatz so Hauptstrasse (glavna ulica) in Sterngasse, ki je najstarejša ulica v mestu. Tukaj je nekaj pomembnih stavb, kot so: nekdanja Lebzelterhaus, iz leta 1657, danes lekarna, in Rathaus (mestna hiša), iz leta 1575, ki ima velika vhodna lesena in bakrena vrata; čez štiristo let stara pekarna s streho iz skodel. Dobro ohranjena, starodavna vinska trta  je poleg Haus am Stein za Sterngasse. Nivo reke Donave se vidi na oznakah preteklih poplav na ladjarski hiši. Zanimiva je tudi stara poštna stavba iz  leta 1792, ki jo je ustanovil takratni poštni upravnik Freiher von Furnberg; zdaj je kongresni center. Druga značilnost v mestu je vojašnica Birago, zgrajena med letoma 1910 in 1913. Na obrobju mesta so stavbe, zgrajene v drugi polovici 19. stoletja in na začetku 20. stoletja, še vedno v svojem prvotnem stanju. Avtocesta A 1 med Dunajem in Salzburgom ima izvoz v bližini centra mesta. Melk ima tudi številne kolesarske poti, ki so zelo priljubljene.
Krems

Krems, ki vključuje tudi naselje Stein, staro mestno jedro, leži med Kremser Torom (15. stoletje) in Gottweigerghofom (13. in 14. stoletje), ima veliko zgodovinskih stavb, pa tudi peš cone Obere in Untere Landstrasse. V preteklosti je bil Krems zaradi svojih terasastih vinogradov priljubljen za vinske trgovce. Minoritska gotska cerkev je župnijska cerkev v starem delu mesta, zdaj pa se uporablja za likovne razstave. Poleg tega ima mesto tudi župnijsko cerkev svetega Nikolaja z oltarno sliko in poslikanim stropom slavnega slikarja Kremserja Schmidta, ki je živel v Linzerju Toru od leta 1756 do svoje smrti. Bil je vodilni slikar, risar in bakrorezec avstrijskega poznega baroka. Starodavni zapisi iz leta 1263 omenjajo plačilo 10-odstotnega davka, ki so ga plačevali kmetje škofu iz Passaua. Drugi spomeniki v mestu Mauthaus sta renesančna stavba in baročni dvorec, zgrajena leta 1721, ki je znana kot rojstni kraj Ludwiga von Köchla, ki je naredil raziskavo o Mozartu. Srednjeveška vrata so postavili leta 1480, znana kot Steiner Tor, in so še ena pomembna značilnost.
Spitz
Spitz je majhno, vendar privlačno mesto s tlakovanimi ulicami med vinogradi, ki ponuja čudovit razgled na dolino Donave. Je 17 km oddaljeno od Kremsa. Naseljeno od keltskih časov, prvič je bilo omenjeno leta 830. Na jugu Spitza je trdnjava Hinterhaus.
Dürnstein
Mesto Dürnstein je bilo ustanovljeno leta 1019 na skalnatem bregu reke Donave, na blagi krivulji reke, sredi doline Wachau, znane kot Tirnstein, opisane kot "najbolj romantično mesto za slikovite starodavne vrstne vinograde in spomenike v Wachauu", zgrajeno na nadmorski višini 190 m z utrdbo za reševanje in zaščito pred poplavami. Leži 73 km gorvodno od Dunaja. Zdaj ima 936 prebivalcev. Majhno obzidano mesto, 9 km  gorvodno od Kremsa, je znano po svoji izjemni lepoti.  Mesto je tudi dobro znano po nekaterih stanovanjskih stavbah na glavni ulici; ena takih je prenovljena stavba Chorherrenstift, ki je bila prvotno samostan, zgrajen leta 1410, obnovljena je bila v 18. stoletju.
Zgodovinske zapuščine, kronološko povezane z mestom, so: 
- zapor za angleškega kralja Riharda Levjesrčnega v Kuenringerjevem gradu (zdaj ruševine) od decembra 1192 do marca 1193;
- zmaga babenberškega vojvode Friderika II. nad uporniki iz Kuenringa v 1231;
- stavba cerkve svete Kunigunde iz 1231;
- mestna hiša (ki je bila leta 1547 spremenjena v renesančnem slogu), s stolpi in vrati iz 13. in 14. stoletja;
- priznanje statusa mesta leta 1347;
- konec dinastične vladavine Kuenringov v Dürnsteinu leta 1355;
- Habsburžani pridobijo Dürnstein kot vladarji pod vladavino vojvoda Albrehta III. leta 1356;
- ustanovitev samostana reda svetega Avguština - "Augustiner-Chorherren" - in gotskega samostana med 1410 in 1440;
- cesar Friderik III. podeli mestu grb leta 1476;
- razpustitev samostana reda svete Klare (zgrajen leta 1330) in nadzor prenesen na avguštinske menihe leta 1571;
- gradnja stanovanjskih stavb v enkratnem slogu iz 16. stoletja, ki imajo še vedno svojo izrazito umetniško vrednost;
- gradnja novega gradu leta 1630;
- gradnja baročnega samostana med 1710 in 1740;
- gradnja vinske kleti na gradu ali Keller-Schlössl leta 1714;
- razpustitev avguštinskega samostana po nalogu cesarja Jožefa II. leta 1788;
- boji s francoskim vpadom 11. novembra 1805 (Napoleonove vojne - znana kot bitka pri Dürensteinu);
- prve volitve župana mesta leta 1850;
- odprtje železniške proge vzdolž Donave leta 1909;
- prenova baročnega stolpa samostana in poslikava v svoji prvotni modri barvi.

Vasi Oberloiben, Unterloiben in Rothenhof, ki so na vzhodu Dürnsteina na poti v Krems, so zdaj v pristojnosti mesta. 
Dürnstein je znan tudi po kruhu Wachauer-Laberl, ki so ga ponudili v vinskih kleteh. To je okrogel kruh, ki se imenuje Gebäck in je izdelan iz moke, rži in pšenice. Za recept za kruh je zaslužna družina Schmidl iz Dürnsteina in je skrbno varovana skrivnost. 
Vas, v kateri pridelujejo vino, je Weissenkirchen, 6 kilometrov iz Dürnsteina. To je očarljiva vasica z ozkimi tlakovanimi ulicami, kjer so zanimiva arkadna dvorišča iz 16. stoletja Teisenhoferhof. Imajo prešo iz 18. stoletja in muzej Wachamuseum. Slike iz 19. stoletja slikovite pokrajine Wachau, jedkanice, znane kot Baechanalism, avtoportreti in družinske slike je naredil Kremser Schmidt in so razstavljeni v muzeju.

### Druga naselja
Pomembni naselji v dolini sta še:
Willendorf
Willendorf, 21 km oddaljen od Kremsa, je kraj, v katerem so našli kipec gole ženske, imenovan "Venera iz Willendorfa". Narejen je iz apnenca, 11 cm velik, odkrit je bil leta 1908. Je eden značilnih primerov prazgodovinske umetnosti, za katerega na splošno velja, da predstavlja boginjo plodnosti. Kipec naj bi bil star okoli 25.000 let in je zdaj na ogled v Muzeju naravne zgodovine na Dunaju; replika je v muzeju v Willendorfu.
Poštna znamka v vrednosti 3,75 € z Willendorfsko Venero je izšla 7. avgusta 2008 in je  zaznamovala 100-letnico praznovanja odkritja Venere. 
Artstetten-Pöbring
Artstetten-Pöbring je majhno mestece v okraju Melk, najbolj znano po gradu Artstetten s številnimi čebulastimi kupolami. V zadnjih 700 letih je bil grad že večkrat prenovljen. Znano je, da je bil lastnik gradu nadvojvoda Franc Ferdinand. Muzej v gradu ima slike iz življenja "enega in edinega vojvode" in njegove žene med njunim bivanjem v gradu. Umorili so ju med obiskom v Sarajevu, kar je sprožilo prvo svetovno vojno. Na gradu je tudi njegova grobnica.

### Geologija
Geološka oblika doline reke je v glavnem iz kristalnih kamnin, vrinjenih terciarnih in kvartarnih vložkov v širšem toku doline in v grabnu Spitzer. Nastanek zemljin v dolini so narekovale glina in usedline mulja okoli Weissenkirchna in na začetku doline Wachau. Velik pritok v Donavo v Wachauu je na njenem levem bregu graben Spitzer, za katerega pravijo, da je "del prvobitne Donave". V terciarju je ta reka tekla na zahodu Wachaua, na  severni meji. Tok današnje reke je oddaljen od Spitza. Reka teče vzdolž šibke prelomne cone na južni meji Češkega masiva.

## Regionalni razvoj
Že leta 1955 je bil Wachau razglašen za ohranitveno območje.
Od leta 1994 ima regija evropsko diplomo Sveta Evrope za zavarovana območja (European Diploma for Protected Areas ), ki je pregledana vsakih pet let, nazadnje leta 2008.
Leta 2000 je bila dolina Donave s samostanom Melk in Göttweig ter starim mestnim jedrom  Kremsa kot Wachau Cultural Landscape (kulturna krajina Wachau)  dodana na seznam Unescove svetovne kulturne in naravne dediščine.
Od leta 2002 Wachau deluje s pomočjo evropskih in nacionalnih programov, kot sta LEADER + in LIFE, ki sta namenjena aktivnemu regionalnemu razvoju in regionalni politiki s poudarkom na ekologiji in trajnosti od leta 2002. Delovna skupina Wachau - zgodovinska državljanska platforma za boj proti Donaukraftwerku - ima danes urad v Spitzu in deluje v imenu 13 wachauskih lokalnih skupnosti in številnih drugih ustanov ter nevladnih organizacij, pa tudi mnogih zasebnih prijateljev v regiji.
Od konca leta 2007 je Wachau ponovno priznan kot regija LEADAR, tokrat na majhnem območju Dunkelsteinerwalda kot partner.

## Kmetijstvo
Sorazmerno blago podnebje doline omogoča intenzivno vinarstvo in sadjarstvo na pobočjih na kamnitih terasah. Za kakovost vina so pomembni pogosti sončni dnevi in hladne noči. Vinska posebnost je rizling, Grüner Veltliner in Neuburger. Dobi se v številnih vinskih gostilnah in vinotočih, ki ponujajo vino in preprosto hrano le nekaj tednov na leto. Posebej je treba omeniti wachauske marelice. Da bi zaščitili tradicionalne načine kmetovanja in zaostrili uporabo v regiji, so wachausko marelico kot blagovno znamko zaščitili pri avstrijskem Zveznem ministrstvu za kmetijstvo in Agrarmarktu Austria (AMA).

### Vinogradništvo
"Vinea Wachau Nobilis Districtus" je imenoval Leuthold I. Kuenring/Dürnstein "vrhovni točaj v Avstriji" (1260-1312) osrednji del svojih posesti, ki se ujemajo s sedanjo razmejitvijo vinske regije Wachau, združene v "Vinea Wachau". Člani se z izjavo zavežejo, da spoštujejo vinsko kulturo Wachau in pridelujejo le vino iz Wachaua. Da bi poudarili posebnost vina iz Wachaua, so ga razvrstili v tri skupine:
- Steinfeder je ime lahkega, dišečega vina v vinski regiji Wachau. Steinfeder (Stipa pennata) - peresna trava strmih vinogradov nad dolino, je tudi ime ene vrste vina. Vsebnost alkohola je največ 11,5 odstotka, je torej nizka.

- Federspiel se imenuje vino iz Wachaua iz območja Kabinett z moštom nad 17 °KMW in z vsebnostjo alkohola 11,5-12,5 odstotka.

- Smeragd se je prvič uporabil za vino letnik 1986 za najboljše in najbolj dragocene vrste vina iz Wachaua, pridelana samo na sončnih vinogradih. Imenujejo se po zelenem kuščarju, ki živi na vinogradniških terasah Wachaua. Za posebno drage vrste vina z vsebnostjo 12,5 odstotka alkohola, ki se naravno fermentirajo do mirovanja, so vedno suha.

### Sadjarstvo
Čeprav je Wachau znan po svojem vinu, so na dnu doline ob Donavi in v grabnu Spitzer ter tudi na desnem bregu Donave (zlasti Arnsdorf) vzgojili posebno vrsto marelice. Wachauska marelica je zaščitena v EU. Pridelujejo pa tudi druge vrste sadja, na primer jabolka.

## Zgodovinski spomeniki
Zgodovinskih spomenikov v dolini Wachau je več kot 5000. Nekateri od njih so: benediktinska samostana Melk in Göttweig na začetku in na koncu slikovitega dela doline ob Donavi, grad Schallaburg v renesančnem slogu, 4 km oddaljen od Melka, Steiner Tor v Kremsu, Dürnstein s svojimi vinorodnimi površinami in gradom in ruševine gradu Aggstein.

### Samostan Melk
Samostan Melk je benediktinski samostan in eden svetovno znanih samostanov. Zgrajen bil v baročnem slogu med letoma 1702 in 1746. Je nad mestom Melk na granitni pečini na nadmorski višini 228 metrov s pogledom na reko Donavo, ki meji na dolino Wachau, približno 40 km gorvodno od Kremsa. Zgrajen je na površini 17.500 kvadratnih metrov.

### Grad Schallaburg
Grad Schallaburg, ki je v občini Schollach, je eden najbolj znanih renesančnih  gradov v Spodnji Avstriji severno od Alp. Grad je 5 kilometrov oddaljen od Melka, v regiji Mostviertl. Osrednji del gradu je bil zgrajen v srednjem veku leta 1572, zgradila ga je dinastija Lose Steiner. Je edinstvena kombinacija romanskega stanovanjskega gradu in gotske kapele, po vzoru italijanskega sloga palazzo, ki je bil takrat v modi. Estetsko zgrajen ima zelo okrašeno dvonadstropno arkadno dvorišče z elegantnim konzolnim stopniščem in dvorišče. Dekoracije v terakotnem mozaiku nazorno prikazujejo mitološke figure, bogove, maske in izjemne ljudi in živali. Legendarna figura tu je znana kot "Hundefräulein" (ženska človeška figura z glavo psa). Na vhodu v grad sta dva velika zmaja, ki bruhata dim, vsak je 30 metrov dolg in 6 metrov visok. V njegovih kulturno bogatih manierističnih vrtovih so nasajene različne vrtnice, okrasna drevesa in grmovje ter zelišča, sta tudi dva renesančna nasada jablan. 

### Steiner Tor
Steiner Tor so ohranjena vrata v mestu Krems, prvotno zgrajena v poznem 15. stoletju, vendar preoblikovana v baročnem slogu.  So simbol mesta. Do zadnje tretjine 19. stoletja je bilo mesto Krems obdano z obzidjem. To je bilo sistematično porušeno, odstranjena pa tudi tri vrata. Od leta 2005, ko so praznovali 700-letnico mestnih pravic, je Steiner Tor obnovljen po izvirniku, kot je bilo mogoče.
Zunaj portala sta dva stolpa na obeh straneh, ki imata v pritličju vrata, in sta iz poznega srednjega veka. Na desni strani oboka je majhen kamnit grb cesarja Friderika III., leto 1480 z rimskimi številkami.  Verjamejo, da je bila obnova utrdbe potrebna zaradi uničenja, ki so ga povzročile madžarske čete leta 1477. Datacija stolpa je precej novejša, baročni del je iz časa vladanja Marije Terezije, leta 1756. Vrata so bila prvotno ogrožena zaradi poplav Donave. Na notranji strani vrat je nameščena spominska plošča, ki spominja na tako nesrečo leta 1573.

### Gotska cerkev Kremser Frauenbergkirche
Gotska cerkev Kremser Frauenbergkirche je bila zgrajena leta 1014. Obnovljena je bil v sredini 15. stoletja. Njen kor je bil posvečen leta 1457, pozneje po prilagoditvah pa spet leta 1508. Freske in oltar v baročnem slogu kažejo na delo slavnega umetnika Kremserja Schmidta. Med letoma 1636 in 1641 je bila cerkev teološka fakulteta .

### Samostan Göttweig
Samostan Göttweig, benediktinski samostan blizu Kremsa, je bil ustanovljena v skladu z redom svetega Avguština. Ustanovil ga je Altmann, škof iz Passaua. Znana tudi kot "avstrijski Montecassino", imenovan po prvem benediktinskem samostanu v Italiji. Oltar cerkve je bil posvečen leta 1072, vendar je bil samostan sam ustanovljen šele 1083: temeljni kamen ima datum 9. september 1083 in je še vedno ohranjen v samostanskem arhivu.
Pod opatom Hartmannom (1094-1114) je Göttweig postal znan sedež učenja in strogih samostanskih obredov. Ustanovil je samostansko šolo, organiziral knjižnico in ob vznožju hriba zgradil ženski samostan, kjer je verjel, da je Ava, najzgodnješa nemška pesnica (d. 1127), živela kot puščavnica anahoret. Samostan, ki je bil pozneje prenesen na vrh hriba, je obstajal do 1557.
Med 15. in 16. stoletjem je samostan hitro nazadoval in med 1556 in 1564 sploh ni imel opata. Med krizo je cesarska delegacija prispela v Göttweig in Michael Herrlich, menih iz samostana Melk, je bil izvoljen kot opat. Svojo funkcijo je opravljal do 1604, obnovil samostan duhovno in finančno, obnovili so ga po tem, ko je bil v požaru skoraj v celoti uničen leta 1580.
Med reformacijo sta bila opata George Falb (1612-1631) in David Corner (1631-1648), ki sta uspešno nasprotovala širjenju protestantizma v okrožju.
Leta 1718 so samostan požgali in je bil delno obnovljen, ko je bil opat Gottfried Bessel (1714-1749), po načrtih Johanna Lucasa von Hildebrandta, ki se je zgledoval po Escorialu. Freska, ki krasi cesarsko stopnišče, velja za mojstrovino baročne arhitekture v Avstriji. Paul Troger, ki je umrl leta 1739, je predstavil svetega rimskega cesarja Karla VI. kot Apolona.
Samostanski kompleks je tudi del Unescove dediščine in je na gozdnatem hribu nekaj kilometrov od Kremsa. Cerkev v kompleksu ima dva nekonvencionalna stolpa z ravno piramidalno streho. So tudi štirje toskanski stebri, zgrajeni med stolpoma. Na zunanji strani so rožnate barve, medtem ko so v notranjosti zlate, rjave in modre barve. Oltar je bil zgrajen leta 1639, je impresiven, visok in ima v ozadju steklena okna. Krsta ustanovitelja samostana z letnico 1703, Altmannova kripta in korne klopi so tudi za oltarjem.
Muzej, ki je v nekdanjih sobah cesarja in princa, vsako leto živahno predstavi samostanske umetniške zbirke.
Samostan ima knjižnico s 130.000 knjigami in rokopisi ter posebej pomembno zbirko verskih gravur poleg dragocenih zbirk kovancev, starin, glasbenih rokopisov in naravne zgodovine, vse, kar je preživelo nevarnosti druge svetovne vojne in zasedbe takoj po njej, skoraj brez izgube.
Od leta 1625 je bila opatija članica avstrijske kongregacije, ki je zdaj v benediktinski konfederaciji.

### Razvaline gradu Aggstein
Razvaline gradu Aggstein so ostanek gradu na desnem bregu Donave, severno od Melka. Po arheoloških izkopavanjih temeljev gradu je bilo sklepati, da je bil grad zgrajen v začetku 12. stoletja. Staro ime gradu je bilo Dunkelsteinerwald. Grad je bil zgrajen za družino Kuenringer, za Manegolda III. Aggsbach Getbeen iz družine Kuenringer in sin Aggstein Manegold IV. ga je podedoval kot fevd Bavarske. V gradu so živeli od leta 1180 dalje. Slaven je bil zaradi "roparskih baronov" iz gradu Schönbühel in Agstein, ki so zapirali svoje tekmece za odkupnino in jih privezali na skalni polici ter jim ves čas grozili, da jih bodo ubili in zmetali v sotesko. Grad je bil zgrajen približno 91 m nad bregom na 46 m visoki skalni polici. Leta 1181 je prišel v posest Kuenringerja Aggsbacha-Gansbacha. Grad je bil oblegan med uporom avstrijskega plemstva proti vojvodi Albrehtu I. leta 1295/96. Kuenringer Leutold je zasedel grad 1348-1355, nato pa je začel propadati. 
Leta 1429 se je vojvoda Albrecht V. zavezal, da bo obnovil grad zaradi njegove strateške točke nad Donavo. Namen je bil, da pobere davke od prevoza ladij. Leta 1438 je zgradil cestninsko hišo za urejanje pomorskega prometa na Donavi in jo uporabljal kot vir kopičenja bogastva, ki ga je ropal z ladij. Nato je še en nepošten baron Georg von Stain zasedal grad, a je bil leta 1476 ujet in izgnan in bil prisiljen grad predati. Vojvoda Leopold III. je prevzel grad leta 1477. Zasedali so ga najemniki in skrbniki, da bi ustavili plenjenje na reki, ki je bilo pogosto v preteklih desetletjih.
Leta 1529 so grad požgali Turki ob svojem prvem obleganju Dunaja. Bil je obnovljen in opremljen z linami za obrambo s pomočjo topništva. Leta 1606 je dobila grad baronica Anna, vendar je bil po njeni smrti grad zanemarjen. Leta 1685 je grad postal last grofa Ernsta Rüdigerja von Starhemberga. Nato je leta 1819 eden od njegovih potomcev, Ludwig Josef Gregor von Starhemberg, grad prodal grofu Franzu von Beroldingenu, ki ga je obnovil v 19. stoletju.  Družina Beroldingen si je lastila grad do leta 1930, ko so posest in ruševine Schönbühel Aggstein  prodali grofu Oswaldu von Seilernu Aspanga.

## Promet
Prometna infrastruktura:
- cestne povezave Mautern-Melk (južno od Donave) (Aggsteiner cesta B33) in Krems Ybbs-Persenbeug (Donaustraße B3) (severno od Donave);
- Donauuferbahn Krems-St. Valentin severno od Donave, podružnica prog, ki jih upravlja ÖBB. Od leta 2010 Donauuferbahn deluje le za turizem; za redni prevoz uporabljajo avtobuse
- kolesarske povezave na obeh straneh Donave so bistveni del poti Donauradweg (kolesarske poti ob Donavi)[20];
- World Heritage Trail, odprt leta 2010, je 180 km dolga planinska pot, ki povezuje najlepše in glavne znamenitosti obeh bregov Donave med seboj;
- med mostom Mauterner in Melker ni mostov, zato je mogoče prečkati Donavo z enim od dveh navojnih trajektov v Spitz-Arnsdorfu in Weißenkirchen-Sankt Lorenz (občina Rossatz-Arnsdorf). Drug trajekt za pešce in kolesarje povezuje Dürnstein z Rossatzbachom.